# Walter Elf
Walter Elf ist eine im Jahre 1983 gegründete deutsche Punkband aus Kaiserslautern. Der Bandname bezieht sich auf den Spitznamen des 1. FC Kaiserslautern in den 1950er Jahren in Anlehnung an Fritz Walter und die sogenannte „Walter-Elf“. Die meisten Mitglieder sind heute in der Band Kick Joneses aktiv.

## Geschichte
Die Band gehörte gemeinsam mit den Spermbirds, mit denen sie sich auch die meisten Bandmitglieder teilten, zu den Flaggschiffen der Kaiserslauterer Punkszene.
Nach ihrem Abschiedskonzert am 17. Dezember 1991 im Kulturzentrum Kammgarn in Kaiserslautern spielte die Walter Elf am 20. Dezember 2002 und am 30. Dezember 2005 jeweils nochmal „einmalige“ Reunion-Konzerte am selben Veranstaltungsort, ebenso wie am 27. und am 28. Dezember 2008, die beide ausverkauft waren. Zudem traten sie am 21. Juli 2007 im Rahmen des Back-To-Future-Festivals auf der Halbinsel Pouch bei Bitterfeld auf.
Im Jahre 2010 veröffentlichte die Band am 30. Juli ihr erstes Album seit 1991. Das Album mit dem Namen "Männer in Rot" ist eine Hommage an den 1. FC Kaiserslautern. Es folgte zudem ein Auftritt beim Kuseler Festival "Kein Bock auf Nazis". Die Frage, ob weitere Auftritte in Zukunft folgen, beantwortete Schattner mit: „Das lassen wir alles auf uns zukommen. Eine Tour oder ein neues Album sind aber sicher nicht geplant. Schließlich gibt es ja auch noch ‚Kick Joneses‘.“ Tatsächlich gab die Walter Elf am 29. und 30. Dezember 2012 (beim ersten Auftritt zusammen mit ihrer „Schwesterband“, den Spermbirds) anlässlich ihres 30-jährigen Jubiläums noch zwei Konzerte im Kulturzentrum Kammgarn in ihrer Heimatstadt. An gleicher Stelle trat die Band auch am 28. Dezember 2014 und am 28. Dezember 2016 noch einmal auf. Am 29. Dezember 2016 erfolgte außerdem ein Auftritt in der Alten Hackerei in Karlsruhe.

## Diskografie
- 1985: Don't Forget the Fun (Split-EP mit den Spermbirds)
- 1986: Heut' oder nie (Album)
- 1987: Split-LP X-Mist Records Sold-out EPs Re-Release (Lieder: 15 Bier, Kaiserslautern, Provinz)
- 1988: Die Angst des Tormanns beim Elfmeter (Album)
- 1989: Dedication (EP)
- 1990: Homo Sapiens (Album)
- 1992: Oh hängt sie auf! (Live-Album)
- 2010: Männer in Rot (Album)

## Filmografie
- 2006: Don't Forget The Fun (Live-DVD)